# RSI (azienda)
La Radiotelevisione svizzera di lingua italiana (RSI) è un'azienda svizzera di servizio pubblico che produce e distribuisce programmi radiofonici e televisivi sull'intero territorio della Confederazione svizzera. Ha la sede amministrativa a Comano e fa parte della SRG SSR.
Con tre reti radio, due canali tv e un’ampia offerta multimediale, la RSI si rivolge dalle sue sedi di Lugano a un pubblico eterogeneo: i 350 mila abitanti del Canton Ticino e del Grigioni italiano, i numerosi italofoni al nord delle Alpi, e (in Italia) i residenti della fascia di confine, nonché l’intero pubblico italofono nel mondo attraverso il sito tvsvizzera.it.
La Radio svizzera di lingua italiana venne fondata nel 1931 ed iniziò le trasmissioni radiofoniche sperimentali dal trasmettitore di Monte Ceneri nel 1932. Nel 1936 iniziarono le trasmissioni regolari per il Canton Ticino e le valli italofone dei Grigioni. Le trasmissioni televisive iniziarono nel 1961 con l'inaugurazione della Televisione svizzera di lingua italiana (TSI). L'azienda assumeva pertanto la denominazione di Radiotelevisione della Svizzera Italiana (RTSI), che conservò fino al 1º marzo 2009, ed era suddivisa in TSI (Televisione svizzera di lingua italiana) e RSI (Radio svizzera di lingua italiana).
Nell'era delle radio a onde medie l'emittente era spesso chiamata "Radio Monteceneri" o "Radio Monte Ceneri", dal nome della località dove sorgeva il trasmettitore, e sui quadranti degli apparecchi radio era individuata solo come "Monteceneri" o "Monte Ceneri".
La sede operativa e il centro di produzione della televisione sono situati a Comano, 5 km a nord di Lugano. La sede operativa della radio si trova a Lugano nel quartiere di Besso, nello stesso stabile della sede amministrativa.

## Televisione
La società trasmette con due reti:
- RSI LA1, di carattere generalista;
- RSI LA2, con una programmazione incentrata soprattutto su sport, musica e bambini;

Entrambe con uno share complessivo del 34,9%.
Nel 2024 la RSI ha prodotto 3975 ore di produzione propria in prima TV, repliche escluse. Si sono registrati 144700 contatti medi giornalieri dei canali televisivi della RSI nella Svizzera italiana. LA 1 e LA 2 sono viste tutti i giorni da 58300 persone nella Svizzera tedesca e 23300 nella Svizzera romanda.  

### Strutture tecniche di produzione e trasmissione

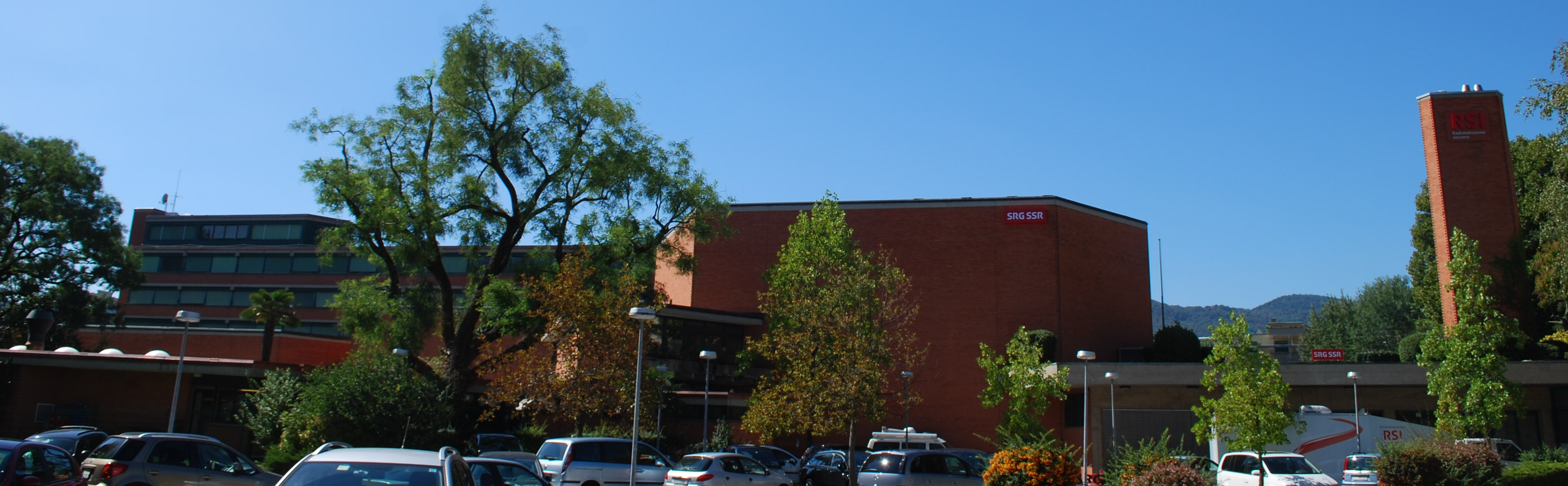
Studi RSI Radio a Besso (Lugano), complesso sud

Il centro di produzione della RSI è composto da una regia di continuità, uno studio di ripresa grande, uno studio minore e tre studi piccoli destinati alla realizzazione dei prodotti di informazione (TG, programmi di approfondimento e di sport).
Lo studio grande (Studio 1) è stato (2009) oggetto di un rifacimento tecnico durato circa un anno che lo ha reso idoneo alla realizzazione di produzioni in alta risoluzione HDTV.
Lo studio minore (Studio 2) è stato ristrutturato nel corso dell'estate 2006 ed equipaggiato con dispositivi tecnici atti a realizzare prodotti in alta risoluzione.
Nel 2008 è stato messo in esercizio un nuovo innovativo studio, ricavato dalla vecchia sala di proiezioni; da questo studio, chiamato Studio X, negli anni 2008 e 2009 è stata messa in onda la trasmissione Latele.
Nel 2010, presa la decisione di chiudere questa trasmissione, per ragioni economiche, lo Studio X è ora destinato alla realizzazione della produzione di intrattenimento per i bambini Peo.
Le unità mobili della RSI sono attualmente quattro:
- La UM2 in servizio dal 1997 dotata di 8 telecamere in definizione standard (un progetto di sostituzione è già iniziato);
- La UM3 entrata in servizio dal mese maggio 2007 dotata di 8 telecamere alta risoluzione;
- La UM1 in servizio da marzo 2010 dotata di 8, ma espandibile a 12 telecamere HD;
- La piccola unità mobile Super Slow, anch'essa aggiornata nel 2010 alla tecnica HD.

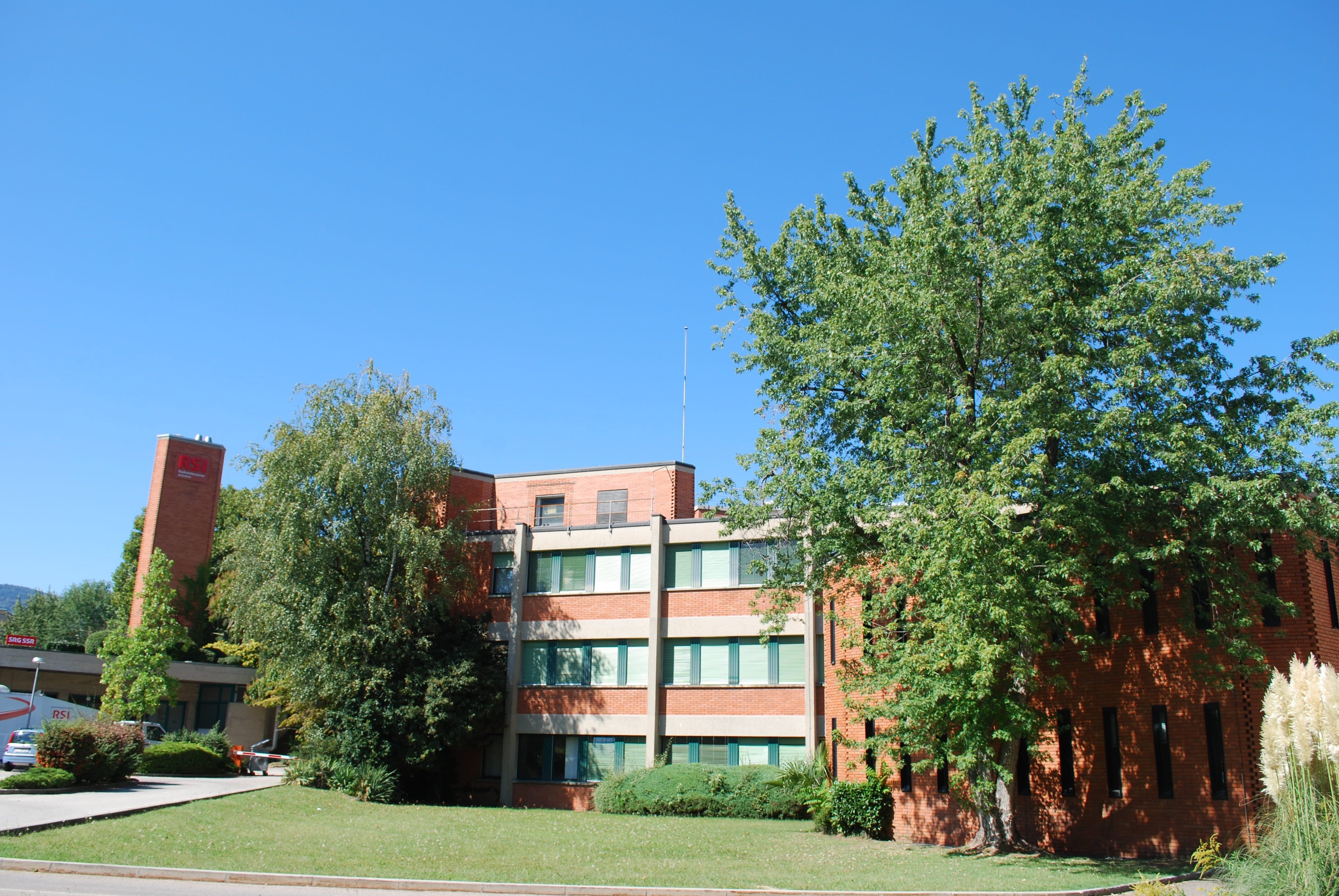
Studi RSI Radio, complesso sud

Le unità mobili hanno nel corso degli anni effettuato parecchie migrazioni: negli anni sessanta nella vecchia rimessa dei tram a Paradiso, in seguito a Massagno, per poi essere ospitate nell'ala ovest del palazzo a Comano, appositamente costruita negli anni settanta. In seguito vennero trasferite a Bioggio per un decennio. A ottobre 2007 sono state riportate al loro posto d'origine a Comano e sono state ritrasferite nella primavera 2012 a Lamone.
Dal 1º gennaio 2010 la RSI ha in esercizio 13 equipaggiamenti per le riprese di documentari e reportages (ENG), 12 (HDTV) del tipo XDCAM e una del tipo HDCAM. Con queste attrezzature vengono realizzati prodotti e servizi sia in risoluzione normale che in alta risoluzione.
Il settore ENG dispone anche di una piccola unità mobile per il montaggio elettronico in SD e di una stazione mobile per i collegamenti in diretta via satellite.
Dal 24 luglio 2006 sono cessate le trasmissioni via etere con sistema tradizionale analogico.
Le trasmissioni vengono diffuse:
- via satellite (Hot Bird 7 13ºE; codifica Viaccess);
- via cavo.

Dal 1º dicembre 2007 è stato progressivamente adottato il formato 16:9 anamorfico.

### Storia

#### Gli inizi
Alla fine degli anni cinquanta l'azienda impianta il proprio studio televisivo in un ex deposito di tram del comune di Paradiso, alla periferia di Lugano. Particolarità di questo studio è che la struttura tecnica utilizzata era quella della regia mobile, montata su un vecchio autobus di linea opportunamente riallestito, parcheggiato nel piazzale adiacente. Telecamere, stativi, cavi, monitor ed impianto audio vengono smontati ogni qual volta la regia mobile è chiamata ad operare in esterno. Poi, al rientro, tutto veniva nuovamente reinstallato nello studio. Questa tecnica di produzione è definita in gergo Drive In.
Nella seconda metà degli anni sessanta lo studio di Paradiso viene equipaggiato completamente e parallelamente viene inaugurata una nuova struttura di produzione in bianco e nero a Lugano nel quartiere di Besso, in via Canevascini, adiacente agli studi della radio.

#### Il colore e l'Italia
Intorno al 1968 la TSI inizia la produzione propria di programmi televisivi in diretta a colori con la messa in esercizio di una nuova struttura di regia mobile con quattro telecamere.
Con questa unità la TSI è impegnata su diversi importanti fronti produttivi quali i mondiali di hockey a Ginevra, il Gala UNICEF a Losanna, la famosa Coppa Spengler, i mondiali di Bob a St. Moritz e i concerti pop a Montreux, per citare le manifestazioni più importanti.
Agli inizi degli anni settanta, mentre in Italia vige ancora il monopolio delle trasmissioni radiotelevisive per la Rai, per i cittadini del nord, in particolare quelli lombardi, la televisione svizzera rappresenta l'unica vera alternativa. Per alcuni anni la TSI arriva a coprire con il proprio segnale perfino lo Stretto di Messina, seppur fuori banda, introducendo le trasmissioni a colori con largo anticipo rispetto alla Rai (che dovrà attendere il 1976). La visibilità del segnale della TSI nell'Italia settentrionale si interrompe negli anni ottanta per poi ritornare nel 1994.
Personaggi importanti della storia della televisione italiana come Corrado, Mina, Gianni Morandi, Milva, Raffaella Carrà, Enzo Jannacci, Mike Bongiorno, Enzo Tortora, Enrica Bonaccorti, il fondatore di Telebiella Peppo Sacchi, il cofondatore di Telecupole Raoul Molinari e il fondatore di Tele A Alfredo Abbaneo lavorano alla TSI. Successivamente anche Gerry Scotti e Enzo Iacchetti collaborano con alcuni programmi della TSI.
L'estate del 1975 è molto importante per la TSI perché viene messa in esercizio una nuova unità mobile per riprese dal vivo a colori e parallelamente vengono aperte alcune parti del nuovo centro di Comano, allora dotato di impianti tra i più moderni d'Europa.
L'anno successivo (1976) viene realizzata una diretta televisiva dalle viscere del Massiccio del San Gottardo per la caduta dell'ultimo diaframma di roccia del cunicolo di sicurezza del traforo autostradale. La completa messa in esercizio della struttura tecnica di Comano segna un'ulteriore pietra miliare nella storia della RSI.

#### Passaggio al digitale terrestre
Il 24 luglio 2006 alle ore 12:45 la SRG SSR disattiva i propri ponti ripetitori analogici nel Canton Ticino. Il Ticino diventa così il primo cantone svizzero a ricevere il segnale televisivo solo in digitale terrestre.
Il segnale analogico, fino a quel giorno ripetuto anche nel nord Italia, viene così completamente disattivato. Tuttavia, grazie al digitale terrestre, alcune zone settentrionali possono, grazie allo spillover, ancora vedere i due canali, seppur si tratti di zone estremamente limitate e solo lungo il confine, in quanto le principali frequenze utilizzate sono occupate da decenni, in modo del tutto legittimo, da emittenti italiane.
Dal 24 luglio 2006 alcune emittenti locali italiane si adoperano per includere nei loro bouquet digitali il canale LA1 in modo integrale per sopperire alla mancanza del segnale ufficiale elvetico. Tali emittenti vengono, però, diffidate dalla RSI con l'accusa di violare degli accordi di copyright internazionali.
Dal 6 maggio 2010 LA1 è ricevibile gratuitamente in tutto l'Alto Adige tramite la rete della Radiotelevisione Azienda Speciale.
Dal 29 febbraio 2012 tutti i canali della SRG SSR passano all'alta definizione.

### Abbandono del digitale terrestre
Dal 3 giugno 2019 tutti i canali dell'azienda radiotelevisiva pubblica svizzera (SRG SSR) cessano di essere diffusi sul digitale terrestre, con l'eccezione dell'Alto Adige, ove i canali RSI LA1, SRF 1 e SRF zwei continuano ad essere trasmessi attraverso la RAS.
La decisione è adottata dal governo federale adducendo l'esigenza di ottimizzare le risorse del canone radiotelevisivo – che dal 2019 è ridotto da 451 a 365 franchi annui – e la particolare configurazione del mercato interno, dove la stragrande maggioranza della popolazione segue i canali televisivi via cavo, via satellite e in streaming, e solo il 2% degli utenti risulta disporre di un'antenna per la ricezione via etere in DVB-T.
Se dunque tale decisione ha un impatto minimo sui residenti nella Confederazione Elvetica, essa di fatto esclude dalla possibilità di ricevere il segnale i telespettatori delle regioni estere di confine.
Attualmente il meglio dei programmi di LA1 e LA2 in Italia sono visibili tramite i canali Telereporter e Svizzera Italiana SVI mentre le edizioni del TG, de Il Quotidiano e Falò, vengono trasmesse in simulcast o in differita, dalla rete locale VCO Azzurra Tv.
Dal 28 agosto 2022 cambia lo slogan dell'azienda che diventa "Nel tuo mondo" e le tutte le reti radiotelevisive subiscono un rinnovamento grafico.

#### HD Suisse
Nel 2007 la SRG SSR lancia HD Suisse, il primo canale svizzero nelle 3 lingue principali (italiano, tedesco e francese) interamente compatibile con gli standard in alta definizione. Il canale trasmette documentari, film e spettacoli con una qualità approssimativa di 720p a 50 fps e in codifica H.264 (MPEG4). A seguito dell'arrivo delle versioni HD per tutti i canali la rete cessa le trasmissioni nel 2012.

### Programmi trasmessi

#### Attualità
- Contesto (LA1)
- Cronache dalla Svizzera italiana (Rete Uno)
- Falò (LA1)
- Il Quotidiano (LA1)
- L'Agenda (LA1) e (LA2)
- Meteo RSI (LA1)
- microMACRO (LA1)
- Modem (Rete Uno)
- Telegiornale - ore 12:30 / 18:00 (flash) / 20:00 (LA1)
- Info Notte (LA1)
- Patti chiari (LA1)
- Latele (LA1)
- Voci del Grigioni italiano (Rete Uno)
- Tempi Moderni (LA1)
- Sarabanda  (LA1)

#### Cultura
- La storia infinita (LA1)
- Storie (LA1)
- Il giardino di Albert (LA1)
- La2Doc (LA2)
- Paganini (LA1)
- Storie (LA1)
- Superalbum (LA2)
- Cult TV (LA1)

#### Programmi storici
- EtaBeta (LA1)
- Il balcone (LA1)
- Il Regionale (LA1)
- Interbang!? (LA1)
- Mi ritorna in mente (LA1)
- Origami (LA1)
- Peripicchioli (LA1)
- Scacciapensieri (LA1)
- TV Spot (LA1)
- Un'ora per voi (LA1)
- Quelli della girandola (LA1)
- Musicalmente (LA1)
- Spettacoli del Cabaret della Svizzera italiana

#### Sceneggiati storici
- Cuore
- Affari di famiglia

#### Intrattenimento
- Attenti a quei due (LA1)
- Generation (LA1)
- Cash (LA1)
- Celomanca (LA1)
- Gags (LA1)
- I cari bugiardi (LA1)
- I cucinatori (LA1)
- Piattoforte (LA1)
- Molla l'osso (LA1)
- Pausa Pranzo (LA1)
- Spaccatredici (LA1)
- UnoNessunoCentomila (LA1)
- Zerovero (LA1)
- Fuori in 20 minuti (LA1)
- Il rompiscatole (LA1)
- Linea Rossa Diretta (LA2)
- A Diabolik piaceva l'insalata (LA1)
- Il gioco del mondo (LA1)
- Via col venti (LA1)
- #CELAPOSSOFARE (LA2)

#### Spettacoli
- Eurovision Song Contest (finale LA1, semifinali LA2)
- Miss Svizzera (LA1)

#### Sport
- La domenica sportiva (LA2)
- Sport Club (LA2)
- Sport Sera (LA2)
- Sport non stop (LA2)

##### Cronisti sportivi
- Armando Ceroni
- Alessandro Alex Tamburini
- Stefano Ferrando
- Loris Prandi
- Aramis Dozio
- Giordano De Lucia
- Alessio Veronelli
- Giampaolo Giannoni
- Emanuela Gaggini
- Luca Invernizzi
- Severino Piacquadio
- Giancarlo Dionisio
- Antonio D'Autilia

##### Dirette sportive
Il canale indicato è quello preferito per la trasmissione dell'evento. In caso di contemporaneità tra dirette sportive o tra dirette e altri programmi (ad esempio telegiornali) una diretta potrebbe essere trasmessa dall'altro canale.
- Atletica leggera
- Calcio:
  - Mondiali di calcio (LA2)
  - Partite del Campionato svizzero di calcio (LA2)
  - UEFA Champions League (LA2)
  - UEFA Europa League (LA2)
- Ciclismo:
  - Tour de France (LA2)
  - Tour de Suisse (LA2)
  - Tour de Romandie (LA2)
  - Le grandi classiche del Nord (LA2)
  - Mondiali di ciclismo (LA2)
- Hockey:
  - Partite di Lugano e Ambrì Piotta nel Campionato svizzero di hockey su ghiaccio (LA2)
  - Mondiali di hockey (LA2)
- Motori:
  - Formula 1 (LA2)
  - Motomondiale (LA2)
- Pallacanestro (LA2)
- Sci alpino (LA2)
- Tennis (LA2):
  - Australian Open
  - Davis Cup
  - Internazionali d'Italia
  - Roland Garros
  - Allianz Suisse Open Gstaad
  - Torneo di Wimbledon
  - US Open
  - ATP World Tour Finals

#### Per bambini/ragazzi
- S-Quot (LA1)
- S-Rini (LA2)
- Peo (LA1)
- DIàDA (LA2)

#### Serie Web
- Notte Noire (RSI.ch)
- Fakebook (RSI.ch)
- Arthur (RSI.ch)
- La stirpe di Orazio (RSI.ch)

## Radio

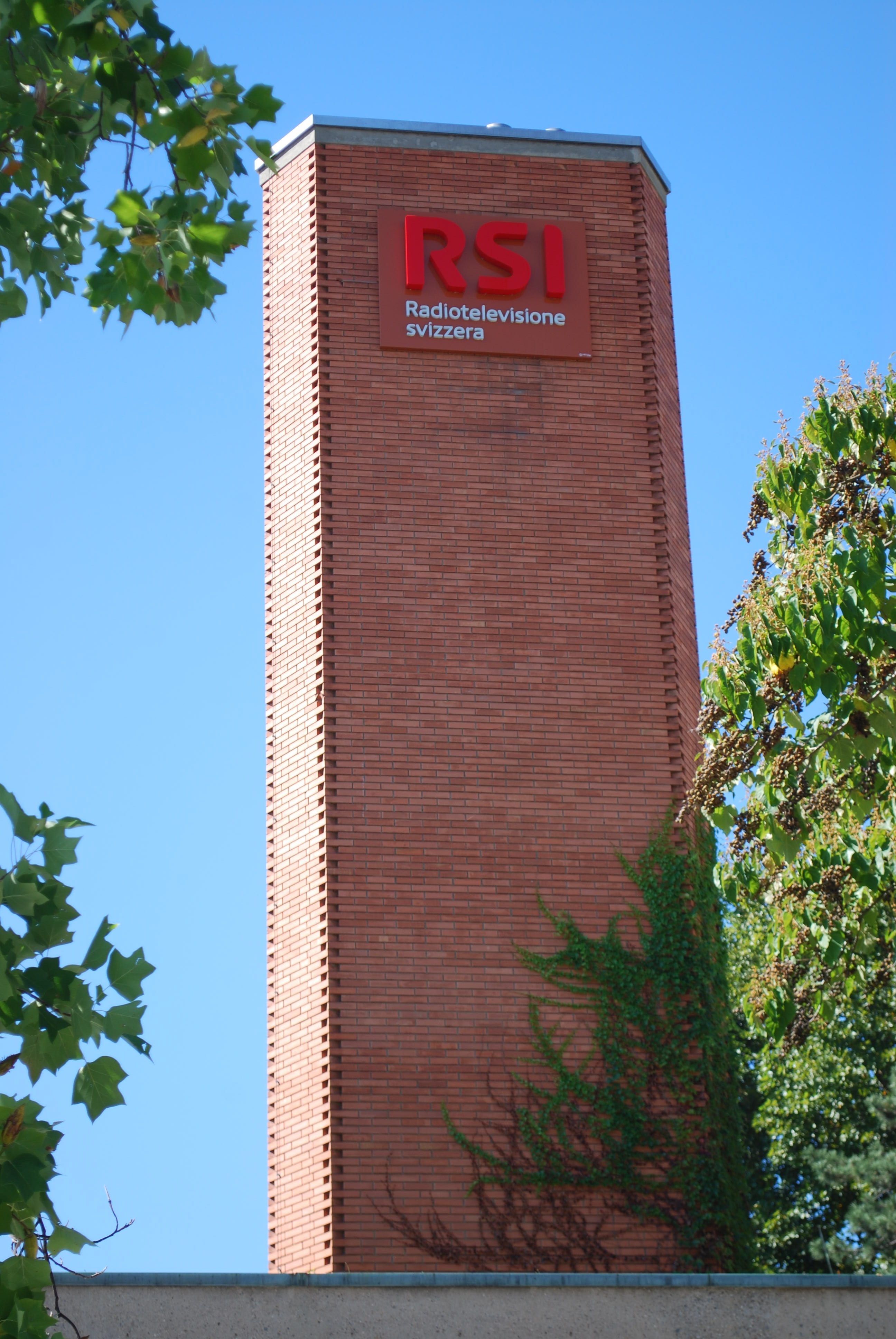
Studi radiofonici della RSI, dettaglio del camino

La sede operativa e il centro di produzione della radio sono situati nelle vicinanze della sede amministrativa.
La RSI diffonde tre reti con caratteristiche diverse:
- RSI Rete Uno, di carattere generalista (ha una quota di mercato 33,4% nel 2024[8]);
- RSI Rete Due, di carattere culturale (con una quota di mercato del 3,6% nel 2024[8]);
- RSI Rete Tre, di carattere giovanile (con una quota di mercato del 18,7% nel 2024[8]).

Complessivamente la quota di mercato delle tre reti radio rappresenta il 57,7% nella Svizzera italiana.
Nel 2024 la RSI ha registrato 9738 ore di produzione propria (repliche escluse) su un totale di 22659 ore. I contatti medi giornalieri delle tre reti radio nella Svizzera italiana sono stati 155300.
RSI Rete Uno è diffusa via etere su tutto il territorio elvetico. RSI Rete Due e RSI Rete Tre invece hanno copertura unicamente nella regione linguistica italofona (Canton Ticino e parte del Cantone dei Grigioni).
Il 19 giugno 2008 il Consiglio federale ha concesso alla SRG SSR idée suisse l'autorizzazione a spegnere il trasmettitore in onde medie del Monte Ceneri entro la fine dello stesso mese. Contemporaneamente le ha accordato la possibilità di diffondere il programma televisivo SRF info sul digitale terrestre (DVB-T). Con queste decisioni l'Esecutivo federale apporta le prime modifiche al testo della nuova concessione rilasciata alla SRG SSR il 28 novembre 2007.
Il trasmettitore in onde medie del Monte Ceneri trasmetteva da anni il programma radiofonico Rete Uno. Tuttavia, da diversi anni i tre programmi della Radio Svizzera di lingua italiana (Rete Uno, Rete Due, Rete Tre) possono essere ricevuti in Ticino e nei Grigioni sia su onde ultra corte (OUC) sia mediante la tecnologia digitale DAB (Digital Audio Broadcasting). Il Consiglio federale ha accolto con favore la chiusura dell'impianto del Monte Ceneri, dal momento che rinunciando a una tecnologia ritenuta obsoleta come le onde medie non solo la ricezione nella Svizzera meridionale non sarà compromessa ma l'emittente pubblica potrà ridurre notevolmente le spese.
Il Consiglio federale non ha nemmeno trascurato la possibilità, offerta da una migliore tecnologia, di diffondere un quinto programma sul digitale terrestre. Infatti, d'ora in avanti nella Svizzera tedesca oltre ai programmi SRF 1, SRF zwei, RTS Un e LA1 anche SRF info potrà essere captato attraverso una semplice antenna per interni o esterni. L'esperienza fatta nel Cantone dei Grigioni con la diffusione di cinque programmi sulla stessa rete fa ben sperare.
Nel corso del mese di dicembre 2005 la RSI entra nell'era della trasmissione digitale radiofonica inaugurando il sistema di trasmissione DAB, con una copertura sull'asse autostradale del San Gottardo.
La chiusura del trasmettitore di Monte Ceneri, avvenuta alla mezzanotte del 30 giugno 2008, è stata accolta però da numerose critiche, sia in Ticino che in Italia.
Le tre reti sono inoltre ascoltabili via Internet in streaming sul sito dell'emittente. Alcuni programmi sono distribuiti come podcast e su Play RSI.

### Spegnimento delle FM a favore della tecnologia DAB+
L’Ufficio federale delle comunicazioni (UFCOM), le radio private e la SRG SSR hanno iniziato a pianificare in stretta collaborazione la migrazione dalle onde medie FM al DAB. Il Consiglio d’amministrazione della SRG SSR ha pertanto deciso di cessare la diffusione dei programmi radiofonici di RSI, RTS, SRF e RTR tramite le antenne FM a partire dal 31 dicembre 2024. Le emittenti radiofoniche private, invece, non prevedono di smettere fino alla fine del 2026.
Le reti radio della SRG SSR hanno abbandonato le antenne FM a favore della tecnologia DAB+. Rete Uno, Rete Due e Rete Tre sono ascoltabili tramite radio dotate di tecnologia DAB+, in auto, su rsi.ch/audio e tramite l'App RSI.
Il passaggio al DAB+ è dovuto a diversi motivi, tra i quali una ricezione migliore senza interferenze, nuove applicazioni tecniche e di contenuto, una copertura più ampia e un’offerta notevolmente più grande e variata. La trasmissione analogica ha da tempo raggiunto i suoi limiti. Chi oggi utilizza la radio per ascoltare notizie, musica, previsioni del tempo o informazioni sul traffico, lo fa in gran parte avvalendosi della tecnologia di trasmissione radiofonica digitale DAB o tramite Internet (IP). In Svizzera sono sempre meno i ricevitori FM in uso.

## Digitale
L'offerta digitale della RSI comprende la trasmissione di programmi televisivi e radiofonici attraverso piattaforme digitali, oltre a contenuti originali creati specificamente per il web. Questa offerta si articola attraverso il sito rsi.ch, la piattaforma Play RSI, applicazioni per dispositivi mobili e smart TV, e la presenza sui social media.
Le piattaforme che propongono le produzioni delle reti SRG SSR sono: Play RSI, l'app che permette di guardare e ascoltare i programmi RSI sia dal vivo che in differita (questi contenuti offerti dalla piattaforma sono stati cliccati 129 milioni di volte nel 2024) e Play Suisse, l'app che offre una ricca selezione di film, serie e documentari svizzeri.
Oltre a Play RSI e Play Suisse, le app legate all'offerta RSI presenti su Apple store e Google Play sono RSI e Zerovero.
I social media su cui la RSI è presente sono: Facebook, Instagram, Youtube, X, TikTok, Spotify, Google podcast, Apple podcast e LinkedIn.

## Finanziamento
Leader di mercato nella Svizzera italiana, la RSI è finanziata per il 75% dalla tassa di ricezione e per il 25% dalla pubblicità, sponsoring e attività commerciali. A fronte di 50 milioni versati annualmente dagli svizzeri italiani per il canone radiotelevisivo, la RSI genera un forte indotto economico distribuendo sul territorio, fra stipendi, gettito fiscale, acquisti da fornitori locali e sostegno alle manifestazioni culturali, circa 250 milioni di franchi.

## Loghi

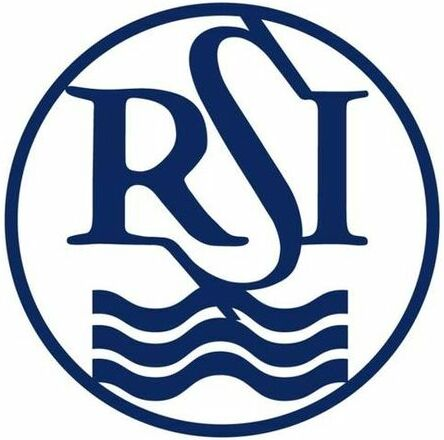
Il primo logo della radio RSI, dal 1936 al 1961
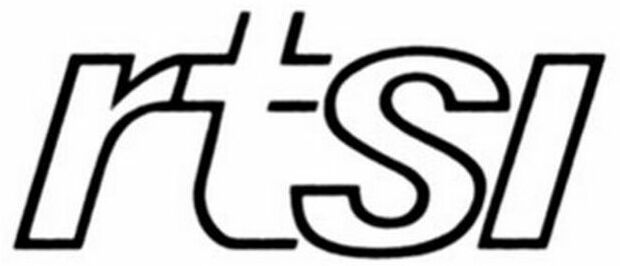
Logo RTSI dal 1982 al 1985[senza fonte]
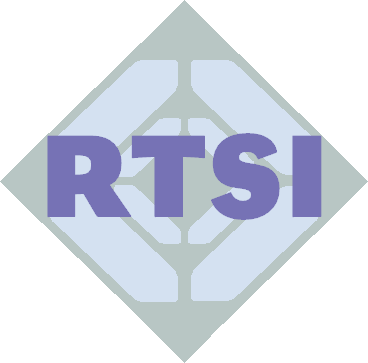
Logo RTSI dal 1985 al 1993[senza fonte]
Logo RTSI dal 1993 al 1999[senza fonte]
Logo utilizzato dal 1999 al 28 febbraio 2009[21][22]
Logo utilizzato dal 1º marzo 2009 al 2012
Logo attuale

## Riconoscimenti
- Premio Hystrio 1996 - Radiofonia